# يوكي كوياما
يوكي كوياما (باليابانية: 小山雄輝؛ بالكانا: こやま ゆうき) هو لاعب كرة قاعدة ياباني، ولد في 5 ديسمبر 1988 في تشيتا في اليابان.

## وصلات خارجية
- يوكي كوياما على موقع الدوري الياباني لكرة القاعدة (الإنجليزية)
- يوكي كوياما على موقعبيزبول رفرنس.كوم (الدوري الثانوي) (الإنجليزية)